# 御笏神社
御笏神社（おしゃくじんじゃ）は、東京都三宅村の神社。

## 歴史
創建年代は不明である。ただし、延喜式の式内社である佐伎多麻比咩命神社（さきたまひめのみことじんじゃ）に比定されていることから、少なくとも延喜年間（901年 - 923年）には既に存在していたものと推測される。
元々は三宅島の北東に位置していたが、1561年（永正13年）に現在地に移転した。
当社の神職は代々壬生氏が継いでいる。壬生氏は伊豆諸島の由来を記した『三宅記』を編纂した家として知られている。
幾つかの式内社も含め、多くの合祀社があり、10月10日の例大祭の他、7月中旬には合祀社の1つ牛頭天王神社に由来する牛頭天王祭（いわゆる祇園祭）も賑やかに行われる。

## 祭神
- 佐伎多麻比咩命（さきたまひめのみこと） - 事代主神（三島大明神）の后神の一柱。

『三宅記』の神話によると、三宅島の神社に祀られている三島大明神（事代主神）の三姉妹の后は、箱根芦ノ湖周辺に住んでいた翁媼（老夫婦）の娘たちを、龍神（大蛇）から救って三宅島に迎えたものであり、長女が后神社に祀られている伊賀牟比売命、次女が二宮神社に祀られている伊波乃比咩命、三女が御笏神社に祀られている佐伎多麻比咩命とされる。

## 文化財
- 御笏神社の神事（東京都指定無形民俗文化財 昭和32年2月21日指定）[6]

## 交通アクセス
- 錆ヶ浜港より車16分。